# Laure Pequegnot
Laure Pequegnot (Échirolles, 24 febbraio 1975) è un'ex sciatrice alpina francese.
Forte slalomista in attività tra la metà degli anni novanta e i primi anni del decennio successivo, fu in grado in carriera di aggiudicarsi tre vittorie in Coppa del Mondo, una Coppa del Mondo di slalom speciale, una medaglia d'argento olimpica e una medaglia di bronzo iridata.

## Biografia

### Stagioni 1993-2001
La Pequegnot, originaria dell'Alpe d'Huez, debuttò in campo internazionale ai Mondiali juniores del 1993; l'anno dopo, sempre nella rassegna iridata giovanile, vinse la medaglia d'oro nello slalom speciale e, il 19 dicembre, ottenne il primo podio in Coppa Europa, a Gressoney-La-Trinité nella medesima specialità (3ª). Esordì in Coppa del Mondo il 27 novembre 1994, a Park City, con un 20º posto in slalom speciale.
L'8 dicembre 1997 conquistò la prima vittoria in Coppa Europa, a Piancavallo in slalom speciale, e ai successivi XVIII Giochi olimpici invernali di Nagano 1998, suo esordio olimpico, non concluse la prova nella medesima specialità. A Vail/Beaver Creek 1999 e Sankt Anton am Arlberg 2001, sue prime presenze iridate, non completò gli slalom speciali; in Coppa del Mondo il 14 gennaio 2001 a Flachau ottenne il primo podio, 2ª sempre in slalom speciale.

### Stagioni 2002-2006
Nella stagione 2001-2002 conquistò la prima vittoria in Coppa del Mondo, il 22 novembre 2001 a Copper Mountain in slalom speciale, partecipò ai XIX Giochi olimpici invernali di Salt Lake City 2002, dove la sciatrice francese ottenne la medaglia d'argento nello slalom speciale e fu 33ª nello slalom gigante, e a fine stagione ottenne il suo miglior piazzamento nella classifica generale di Coppa del Mondo (9ª) e si aggiudicò la Coppa del Mondo di slalom speciale con 79 punti di vantaggio su Kristina Koznick.
7ª nello slalom speciale iridato di Sankt Moritz 2003, due anni dopo in occasione dei Mondiali di Bormio/Santa Caterina Valfurva, sua ultima presenza iridata, vinse la medaglia di bronzo nella gara a squadre e non concluse lo slalom speciale. Nel 2006 ottenne l'ultima vittoria, nonché ultimo podio, in Coppa Europa (il 31 gennaio a La Plagne in slalom speciale), partecipò ai XX Giochi olimpici invernali di Torino 2006, sua ultima presenza olimpica (non completò lo slalom speciale), e prese il via per l'ultima volta a una gara di Coppa del Mondo, lo slalom speciale di Åre del 17 marzo (13º). In seguito un infortunio pose fine alla sua carriera; l'ultima gara disputata dalla Pequegnot fu lo slalom gigante di Villard-de-Lans del 2 aprile, valido per i Campionati francesi 2006 e chiuso dalla Pequegnot al 26º posto.

## Palmarès

### Olimpiadi
- 1 medaglia:
  - 1 argento (slalom speciale a Salt Lake City 2002)

### Mondiali
- 1 medaglia:
  - 1 bronzo (gara a squadre a Bormio/Santa Caterina Valfurva 2005)

### Mondiali juniores
- 1 medaglia:
  - 1 oro (slalom speciale a Lake Placid 1994)

### Coppa del Mondo
- Miglior piazzamento in classifica generale: 9ª nel 2002
- Vincitrice della Coppa del Mondo di slalom speciale nel 2002
- 8 podi (tutti in slalom speciale):
  - 3 vittorie
  - 4 secondi posti
  - 1 terzo posto

#### Coppa del Mondo - vittorie
| Data             | Località             | Paese       | Specialità |
| ---------------- | -------------------- | ----------- | ---------- |
| 22 novembre 2001 | Copper Mountain      | Stati Uniti | SL         |
| 13 gennaio 2002  | Saalbach-Hinterglemm | Austria     | SL         |
| 3 febbraio 2002  | Åre                  | Svezia      | SL         |

Legenda:

SL = slalom speciale

### Coppa Europa
- 4 podi (dati parziali, dalla stagione 1994-1995):
  - 2 vittorie
  - 2 terzi posti

#### Coppa Europa - vittorie
| Data            | Località    | Paese   | Specialità |
| --------------- | ----------- | ------- | ---------- |
| 8 dicembre 1997 | Piancavallo | Italia  | SL         |
| 31 gennaio 2006 | La Plagne   | Francia | SL         |

Legenda:

SL = slalom speciale

### Nor-Am Cup
- 2 podi (dati parziali, dalla stagione 1994-1995):
  - 1 vittoria
  - 1 terzo posto

#### Nor-Am Cup - vittorie
| Data             | Località    | Paese       | Specialità |
| ---------------- | ----------- | ----------- | ---------- |
| 18 novembre 2002 | Winter Park | Stati Uniti | SL         |

Legenda:

SL = slalom speciale

### Campionati francesi
- 7 medaglie (dati dalla stagione 1994-1995)[1]:
  - 5 ori (combinata nel 1996[senza fonte]; slalom speciale nel 1998; slalom speciale nel 2003; slalom speciale nel 2004; slalom speciale nel 2005)
  - 1 argento (slalom speciale nel 1996)
  - 1 bronzo (slalom speciale nel 1997)